# Trivex
Trivex è il nome commerciale di un materiale utilizzato per la fabbricazione di lenti per occhiali. Dal punto di vista chimico, il Trivex è un prepolimero facente parte della classe degli uretani. Diversi produttori offrono lenti in Trivex con differenti nomi commerciali. 
È sviluppato nel 2001 come sostituto del policarbonato.

## Caratteristiche
Rispetto al policarbonato, il Trivex ha una resistenza meccanica simile e maggiore leggerezza (cioè una densità minore, pari a 1,11 g/cm3).
Altre sue caratteristiche sono:
- indice di rifrazione: 1,53 (simile a quello del CR39 e del vetro crown)
- Numero di Abbe: 46 (sufficientemente elevato da non dare problemi di aberrazione cromatica).